# Gorō Taniguchi
Gorō Taniguchi (谷口 悟朗, Taniguchi Gorō) est un réalisateur de série d'animation (anime) né le 18 octobre 1966 dans la préfecture d'Aichi au Japon.

## Biographie
Après avoir été diplômé de l'Institut de cinéma du Japon à la fin des années 1980, il intègre le studio J.C. Staff qu'il quitte en 1990. Il travaille par la suite en tant que storyboarder ainsi que directeur d'épisode pour de nombreuses séries de science fiction des années 90. Il collabore notamment avec le studio Sunrise sur les séries de la franchise Eldran pour Tomy (Zettai Muteki Raijin-Oh, Genki Bakuhatsu Ganbaruger, Nekketsu Saikyō Go-Saurer) et sur celles de la franchise Brave pour Takara (Brave Command Dagwon, The King of Braves GaoGaiGar). Ces séries ayant pour but de promouvoir la vente de produits dérivés par les entreprises de jouets Takara et Tomy. Taniguchi participe également à la saga phare de Sunrise, Gundam en 1994 avec Mobile Fighter G Gundam, en 1995 avec Gundam Wing et en 1996 avec After War Gundam X.
En 1998, Taniguchi passe pour la première fois à la réalisation sur One Piece - Defeat The Pirate Ganzak!, OAV promotionnel pour le magazine Shōnen Jump. L'année suivante, il revient à son domaine de prédilection, la science fiction, avec Infinite Ryvius puis en 2001 s-CRY-ed pour le compte de Sunrise. Mais ce n'est qu'avec le très remarqué Planetes, première collaboration avec le scénariste Ichirō Ōkouchi, que Taniguchi gagne en notoriété. Après la série Gun X Sword en 2005, Gorō Taniguchi se voit confier par Sunrise l'ambitieuse série Code Geass. C'est finalement un succès et la série gagne de multiples récompenses dont l'Anime Grand Prix en 2006-2007. Il réalise le quinzième film issu de la saga One Piece, One Piece Film Red, sorti le 6 août 2022 au Japon et le 10 août 2022 en France.

## Filmographie

### Série TV
- Zettai Muteki Raijin-Oh (avr 1991 - fév 1992) - Storyboard (ep 45), Directeur d'épisode (ep 45)
- Genki Bakuhatsu Ganbaruger (avr 1992 - fév 1993) - Storyboard (ep 24,29,39,44), Directeur d'épisode (ep 6,12,18,24,29,39,44)
- Nekketsu Saikyō Go-Saurer (mar 1993 - Fév 1994) - Storyboard (ep 7,13,19,25,30,37,42,45), Directeur d'épisode (ep 7,13,19,25,30,37,42,45,49)
- Mobile Fighter G Gundam (avr 1994 - mar 1995) - Storyboard, Directeur d'épisode
- Juusenshi Gulkeeva (avr 1995 - sept 1995) - Directeur d'épisode
- Gundam Wing (avr 1995 - mar 1996) - Storyboard (ep 42,46)
- Brave Command Dagwon (fév 1996 - janv 1997) - Storyboard (ep 6,11,16,21,27,36,41,46), Directeur d'épisode (ep 1,6,11,16,21,27,31,36,41)
- After War Gundam X (avr 1996 - déc 1996) - Storyboard (ep 18), Directeur d'épisode (ep 18)
- Chouja Reideen (oct 1996 - juin 1997) - Storyboard, Directeur d'épisode
- The King of Braves GaoGaiGar (fév 1997 - janv 1998) - Directeur d'épisode (ep 1,6,15,20,24,30,48)
- Kochira Katsushika-ku Kameari Kōen-mae Hashutsujo (juin 1996 - déc 2004) - Storyboard (en 1997 seulement)
- Gasaraki (oct 1998 - mars 1999) - Assistant à la réalisation, Storyboard (ep 5,14,17,21,25), Directeur d'épisode (ep 1)
- Gokudo (avr 1999 - sept 1999) - Storyboard (ep 3,8)
- Infinite Ryvius (oct 1999 - mars 2000) - Réalisateur, Storyboard (ep 1,12,26), directeur d'épisode (ep 1,26)
- Yu-Gi-Oh (avr 2000 - sept 2004) - Storyboard (en 2000 seulement)
- s-CRY-ed (juil 2001 - déc 2001) - Réalisateur, storybaord (ep 1,6,14,18,26)
- Daigunder (avr 2002 - déc 2002) - Storyboard
- Godannar (oct 2003 - déc 2003) - Storyboard (ep 3)
- Planetes (oct 2003 - avr 2004) - Réalisation, Storyboard (ep 1,4,24,26), Directeur d'épisode (ep 1,26)
- Mai-HiME (sept 2004 - mars 2005) - Producteur créatif
- Hachimitsu to clover (avr 2005 - sept 2005) - Storyboard (ep 5)
- Gun X Sword (juil 2005 - déc 2005) - Réalisateur, storyboard (ep 1,2,3,5,8,11,17,20,26)
- SoltyRei (oct 2005 - mars 2006) - Assistant au planning
- Code Geass (oct 2006 -mars 2007) - Réalisateur, idée originale (avec Ichirō Ōkouchi) Storyboard (ep 1)
- Bamboo Blade (oct 2007 - mars 2008) - Eyecatch (ep 11)
- Code Geass R2 (avr 2008 -sept 2008) - Réalisateur, idée originale (avec Ichirō Ōkouchi)
- Linebarrels of Iron (oct 2008 - mars 2009) - Producteur créatif
- Yu-Gi-Oh! Zexal (avr 2011 - en cours) - Storyboard (ep 3,9)
- Sacred Seven (juil - sept 2011) - Storyboard (ep 10)
- Skate-Leading Stars (2021)

### OAV
- One Piece - Defeat The Pirate Ganzak! (1998) - Réalisateur
- Kanzen Shouri Daiteioh (2001) - Storyboard
- Jungle Taitei Leo (sept 2009) (TV spécial) - Réalisateur